# Eeuwige jachtvelden
De eeuwige jachtvelden, ook wel gelukkige jachtvelden, is een vertaling van de Engelstalige uitdrukking happy hunting grounds en betekent 'sterven, overlijden'. De uitdrukking wordt veelal toegeschreven aan Noord-Amerikaanse indianenstammen en is een verwijzing naar een paradijselijk hiernamaals waar voor jagers een overvloed aan prooidieren is.
Volgens sommigen komt de term voort uit de religieuze cultuur van de indiaanse stammen, maar anderen stellen dat de uitdrukking een verzinsel is van blanke kolonisten. De uitdrukking valt in ieder geval terug te traceren tot de vroege Amerikaanse literatuur in werken van de auteurs Washington Irving en James Fenimore Cooper. Deze laatste gebruikte het in de boeken De Pioniers (1823) en De laatste der Mohikanen (1826). In de eerste Nederlandse vertaling van De laatste der Mohikanen werd de Engelse uitdrukking happy hunting grounds letterlijk vertaald als "gelukkige jagtgronden".